# Bürgermeisterei Dattenfeld
Die Bürgermeisterei Dattenfeld war eine von zunächst fünf preußischen Bürgermeistereien, in welche sich der 1816 gebildete Kreis Waldbröl im Regierungsbezirk Köln verwaltungsmäßig gliederte. 1822 kam die Bürgermeisterei Dattenfeld zur damals neu gebildeten Rheinprovinz. Der Verwaltung der Bürgermeisterei unterstanden die beiden Gemeinden Dattenfeld und Rosbach.

## Geschichte
Auf der Grundlage des preußischen „Gesetzes über die Regelung verschiedener Punkte des Gemeindeverfassungsrechts“ vom 27. Dezember 1927 wurden alle Bürgermeistereien in Ämter umbenannt. Das Amt Dattenfeld wurde 1932 bei der Auflösung des Kreises Waldbröl dem Siegkreis zugeordnet. Dieses Amt wurde 1955 aufgelöst, Dattenfeld und Rosbach wurden amtsfreie Gemeinden. Aus diesen wiederum wurde zum 1. August 1969 zusammen mit der bis dahin ebenfalls eigenständigen Gemeinde Herchen die Gemeinde Windeck im Rhein-Sieg-Kreis neu gebildet.

## Gemeinden und zugehörige Ortschaften

### Gemeinde Dattenfeld
Dattenfeld, Dreisel, Engbachsmühle, Gauchel, Hahnenbach, Hönrath (Hönerath), Hoppengarten, Jucht, Kaltbachmühle (Kaltbachsmühle), Kölschbach, Ommeroth, Rossel, Roth, Schladern, Überseitz (Über Seitz), Wilberhofen, Wilhelmshöhe, Windeck.

### Gemeinde Rosbach
Altenhof, Au, Bach, Bachmühle, Bellingen, Distelshausen, Eich, Eulenbruch, Gansau, Geilhausen, Gierzhagen, Halscheid, Hau, Hausen, Helpenstell, Hinterhof, Hof, Hundenborn, Hundhausen, Hurst, Imhausen, Kleehahn, Kohlberg, Langenberg, Lindenpütz, Loch, Löh (Löhe), Mauel, Mauelermühle, Mittel, Niederhausen, Obernau, Öttershagen, Opperzau, Perseifen, Poche, Präsidentenbrücke, Rommen, Rosbach, Roth, Rüddel, Seifen, Sieg, Silberhardt, Stein, Wardenbach, Wiedenhof.

## Statistiken
Nach der „Topographisch-Statistischen Beschreibung der Königlich Preußischen Rheinprovinz“ aus dem Jahr 1830 gehörten zur Bürgermeisterei zwei Dörfer, 39 Weiler und 14 Höfe, weiterhin sechs Kirchen, Kapellen und Bethäuser, sechs öffentliche Gebäude, 706 Privatwohnhäuser sowie elf Mühlen und Fabrikgebäude. Im Jahr 1816 wurden in den beiden zugehörenden Gemeinden insgesamt 3549 Einwohner gezählt, 1828 waren es 3851 Einwohner darunter 1919 männliche und 1932 weibliche; 1962 Einwohner gehörten dem evangelischen und 1872 dem katholischen Glauben an.
Weitere Details entstammen dem „Gemeindelexikon für das Königreich Preußen“ aus dem Jahr 1888, das auf den Ergebnissen der Volkszählung vom 1. Dezember 1885 basiert. Im Verwaltungsgebiet der Bürgermeisterei Dattenfeld lebten insgesamt 5962 Einwohner in 1146 Häusern und 1171 Haushalten; 2953 der Einwohner waren männlich und 3009 weiblich. Bezüglich der Religionszugehörigkeit waren 3250 katholisch (hauptsächlich die Rosbacher Einwohner), 2655 evangelisch (hauptsächlich die Dattenfelder Einwohner) und sieben sonstige Christen; von den 50 Juden waren 48 in Rosbach ansässig.
1885 betrug die Gesamtfläche der beiden zugehörigen Gemeinden 6107 ha, davon waren 1831 ha Ackerland, 403 ha Wiesen und 3338 ha Wald.
1950 wurde die Gesamtfläche mit 6109 ha angegeben, 2742 für Dattenfeld, 3367 für Rosbach. Die Einwohnerzahl betrug 10.303, 4149 für Dattenfeld, 6154 für Rosbach.